# Burg Erolzheim
Die Burg Erolzheim ist eine abgegangene Spornburg. Sie lag auf einer Spornkuppe 629 Meter südwestlich des Schlosses Erolzheim bei der Gemeinde Erolzheim im Landkreis Biberach in Oberschwaben. Von der Burganlage sind nur noch Reste von Gräben und Wällen zu sehen. Am heutigen Platz befindet sich die Bergkapelle, eine Wallfahrtskapelle, Eremitage und Grablege der freiherrlichen Familie von Bernhard.

## Lage
Die Burg liegt oberhalb dem Tal der Iller. Ab dem dritten Jahrhundert n. Chr. war die Iller Bestandteil des Donau-Iller-Rhein-Limes, eines großräumig konzipierten Verteidigungssystems des Römischen Reiches, das nach der Aufgabe des Obergermanisch-Raetischen Limes angelegt wurde.